# Grande Questão do Hipocampo
A Grande Questão do Hipocampo foi uma controvérsia científica do século XIX sobre a anatomia de símios e a singularidade humana. A disputa entre Thomas Henry Huxley e Richard Owen tornou-se central para o debate científico sobre a evolução humana que se seguiu à publicação de A Origem das Espécies por Charles Darwin. O nome vem do título de uma sátira que o Reverendo Charles Kingsley escreveu sobre os argumentos, que em forma modificada apareceu como "o grande teste do hipopótamo" em seu livro infantil de 1863, The Water-Babies, A Fairy Tale for a Land Baby. Juntamente com outras sátiras humorísticas sobre o tema, isso ajudou a difundir e popularizar as ideias de Darwin sobre evolução.
O ponto-chave que Owen afirmava era que apenas os humanos possuíam uma parte do cérebro então conhecida como hipocampo menor (agora chamada de calcar avis), e que isso nos dava nossas habilidades únicas. Dissecações cuidadosas eventualmente mostraram que símios e macacos também possuem um hipocampo menor.

## Contexto
Em outubro de 1836, Charles Darwin retornou da viagem do Beagle com coleções de fósseis que o anatomista Richard Owen descreveu, contribuindo para a concepção da teoria de Darwin de seleção natural. Darwin delineou sua teoria em um Ensaio de 1844 e discutiu a transmutação com seu amigo Joseph Dalton Hooker. Ele não contou a Owen, que como o promissor "Cuvier inglês" mantinha a crença convencional de que cada espécie era singularmente criada e perfeitamente adaptada. O brilhantismo e as habilidades políticas de Owen o tornaram uma figura de liderança no estabelecimento científico, desenvolvendo ideias de arquétipos divinos produzidos por vagas leis secundárias semelhantes a uma forma de evolução teísta, enquanto enfatizava as diferenças que separavam o homem do símio. No final de 1844, o livro anônimo Vestígios da História Natural da Criação trouxe amplo interesse público pela transmutação das espécies e pela ideia de que os humanos descendiam dos símios, e após uma resposta inicial lenta, forte condenação do estabelecimento científico.
Darwin discutiu seu interesse pela transmutação com amigos, incluindo Charles Lyell, e Hooker eventualmente leu o Ensaio de Darwin em 1847. Quando Thomas Henry Huxley criticou severamente a última edição de Vestígios em 1854, Darwin escreveu para ele, fazendo amizade enquanto admitia cautelosamente ser "quase tão heterodoxo sobre espécies". Huxley havia se tornado cada vez mais irritado com a condescendência e manipulação de Owen e, tendo conseguido uma posição de ensino na escola de mineração, começou a atacar abertamente o trabalho de Owen.

## Hipocampo menor
Em 1564, uma característica proeminente no assoalho dos ventrículos laterais do cérebro foi denominada hipocampo por Aranzi, pois sua forma curva em cada lado supostamente o lembrava de um cavalo-marinho, o Hippocampus (embora Mayer tenha erroneamente usado o termo hipopótamo em 1779, e foi seguido por vários outros até 1829). Naquela mesma época, uma crista no corno occipital do ventrículo lateral foi denominada calcar avis, mas em 1786 foi renomeada para hipocampo menor, com o hipocampo sendo chamado de hipocampo maior.

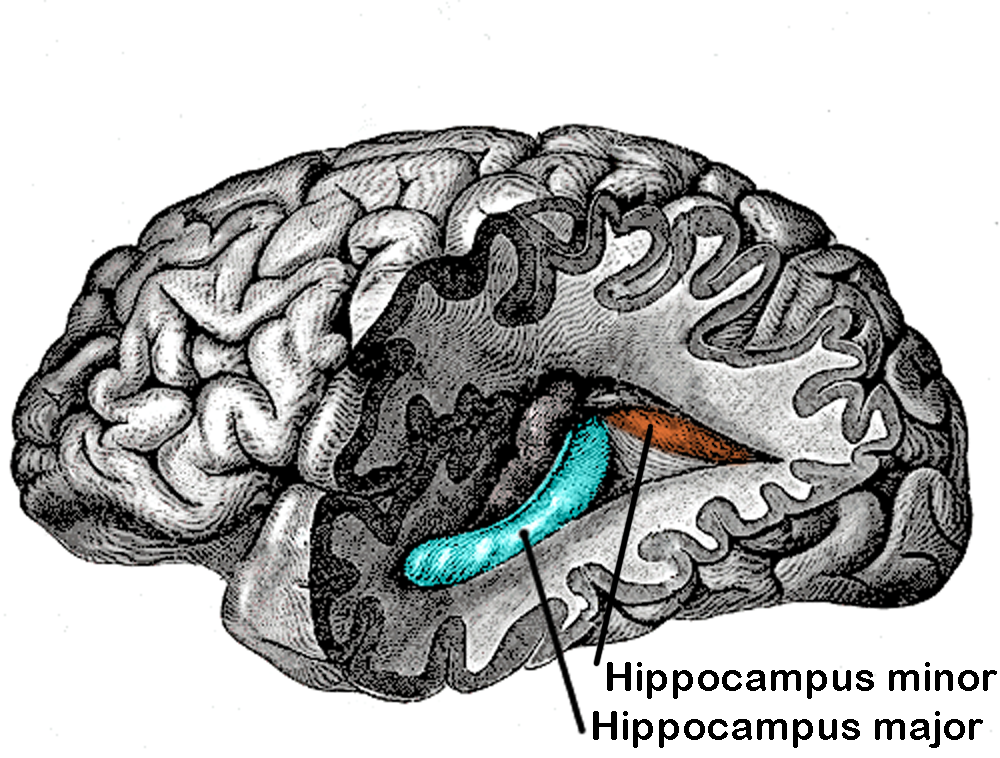
O hipocampo menor é uma pequena dobra no corno occipital do ventrículo lateral em direção à parte posterior do cérebro (à direita) na parte traseira do hipocampo maior, que forma uma crista curva em cada lado da área central inferior.

Richard Owen apresentou vários artigos sobre as diferenças anatômicas entre símios e humanos, argumentando que eles haviam sido criados separadamente e enfatizando a impossibilidade de os símios serem transmutados em homens. Em 1857, ele foi ainda mais longe, apresentando um artigo autoritário à Sociedade Lineana de Londres sobre seus estudos anatômicos de cérebros de primatas e afirmando que os humanos não eram meramente uma distinta ordem biológica de primatas, como havia sido aceito por grandes anatomistas como Carl Linnaeus e Georges Cuvier, mas uma subclasse separada de mamíferos, distinta de todos os outros primatas e mamíferos em geral. Owen apoiou seu argumento com uma figura feita por ele mesmo de um macaco sul-americano, uma figura do cérebro de uma mulher khoikhoi por Friedrich Tiedemann e do cérebro de um chimpanzé por Jacobus Schroeder van der Kolk e Willem Vrolik.
Embora Owen tenha admitido a "similitude onipresente de estrutura — cada dente, cada osso, estritamente homólogo" que dificultava aos anatomistas determinar a diferença entre o homem e o símio, ele baseou sua nova classificação em três características que para ele distinguiam a "forma mais elevada de cérebro" da humanidade, sendo a mais importante sua afirmação de que apenas o cérebro humano tem um hipocampo menor. Para Owen em 1857, essa característica, juntamente com a extensão em que o "lobo posterior" se projetava além do cerebelo e a presença do corno posterior, era como o homem "cumpria seu destino como o mestre supremo desta terra e da criação inferior". Charles Darwin comentou: "O artigo de Owen é grandioso; mas não posso engolir que o Homem forme uma divisão tão distinta de um Chimpanzé quanto um ornitorrinco de um Cavalo: eu me pergunto o que um Chimpanzé diria disso?". Owen repetiu o artigo como a Palestra Rede na Universidade de Cambridge em 10 de maio de 1859, quando foi o primeiro a receber um diploma honorário pela universidade.
Para Thomas Henry Huxley, a afirmação sobre o hipocampo menor parecia ser um erro significativo de Owen, e Huxley começou a dissecar sistematicamente cérebros de macacos, determinado que "antes de terminar com esse embusteiro mentiroso, eu o prenderai, como uma pipa a uma porta de celeiro, um exemplo para todos os malfeitores". Ele não discutiu isso em público neste estágio, mas continuou a atacar outras ideias de Owen, com o objetivo de minar o status de Owen. Em sua Palestra Croonian de 17 de junho de 1858 na Instituição Real, "Sobre a Teoria do Crânio Vertebrado", Huxley desafiou diretamente a ideia central de arquétipos de Owen demonstrada por homologia, com Owen na audiência. O objetivo de Huxley era superar a dominação da ciência por clérigos ricos liderados por Owen, a fim de criar um serviço civil científico profissional assalariado e tornar a ciência secular. Sob a influência de Darwin, ele adotou a transmutação como uma forma de dividir a ciência da teologia e, em janeiro de 1859, argumentou que "é tão respeitável ser um macaco modificado quanto sujeira modificada".

### Owen e Huxley debatem a estrutura cerebral humana e de símios

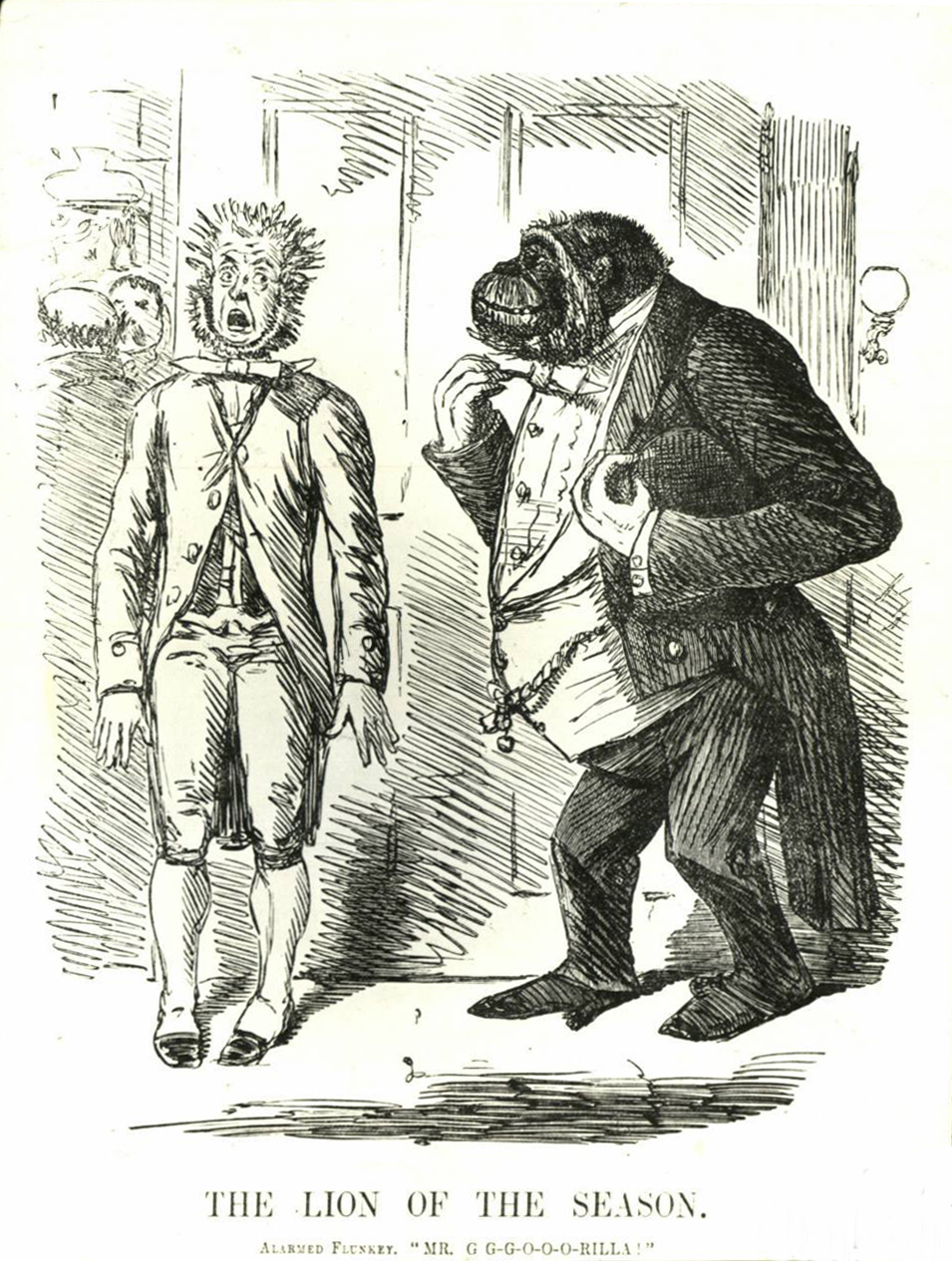
Após a publicação da teoria de Darwin, a ancestralidade simiesca tornou-se um tópico da moda: em maio de 1861, um "lacaio alarmado" gagueja ao anunciar "Sr. G-G-G-O-O-O-Rila.

Huxley estava entre os amigos que se uniram em torno da publicação de A Origem das Espécies de Darwin, e estava afiando seu "bico e garras" para destrinchar "os vira-latas que latirão e uivarão". Charles Kingsley recebeu uma cópia para resenha e disse a Darwin que "há muito tempo, observando o cruzamento de animais e plantas domesticados, aprendi a descrer do dogma da permanência das espécies". Darwin ficou encantado que esse "célebre autor e divino" havia "gradualmente aprendido a ver que é uma concepção tão nobre da Divindade acreditar que Ele criou algumas formas originais capazes de autodesenvolvimento em outras formas necessárias, quanto acreditar que Ele necessitou de um novo ato de criação para suprir os vazios causados pela ação de Suas leis".
Embora as resenhas fossem por costume anônimas, seus autores geralmente eram conhecidos. As resenhas de Huxley sobre A Origem das Espécies irritaram Owen, cuja própria resenha anônima em abril elogiava a si mesmo e seu próprio axioma da operação contínua do devir ordenado dos seres vivos, se ofendeu com a maneira como a posição criacionista havia sido retratada e reclamou que sua própria preeminência havia sido ignorada. Owen atacou amargamente Huxley, Hooker e Darwin, mas também sinalizou aceitação de um tipo de evolução como um plano teleológico em um contínuo "devir ordenado", com novas espécies surgindo por nascimento natural.
A disputa entre Huxley e Owen sobre a singularidade humana começou em público no Debate sobre evolução de Oxford de 1860, durante uma reunião da Associação Britânica para o Avanço da Ciência em Oxford na quinta-feira, 28 de junho de 1860. Após o artigo de Charles Daubeny "Sobre as Causas Finais da Sexualidade das Plantas com Referência Particular ao Trabalho do Sr. Darwin", o presidente pediu comentários a Huxley, mas ele recusou, pois achava o local público inadequado. Owen então falou sobre fatos que permitiriam ao público "chegar a algumas conclusões... da verdade da teoria do Sr. Darwin", supostamente argumentando que "o cérebro do gorila era mais diferente do homem do que do primata mais baixo, particularmente porque apenas o homem tinha um lobo posterior, um corno posterior e um hipocampo menor". Em resposta, Huxley negou categoricamente, mas educadamente, "que a diferença entre o cérebro do gorila e do homem fosse tão grande" em uma "contradição direta e inequívoca" de Owen, citando estudos anteriores e prometendo fornecer apoio detalhado para sua posição.
A angústia pela morte de seu filho por escarlatina em setembro de 1860 levou Huxley ao limite, do qual Kingsley o resgatou com uma série de cartas. Huxley canalizou sua fúria pela morte na composição de um artigo que atacava violentamente as ideias e a reputação profissional de Owen. Foi publicado em janeiro de 1861 no primeiro número da revista relançada de Huxley, Natural History Review, e apresentava citações e cartas de anatomistas líderes para atacar as três afirmações de Owen, visando provar que ele era "culpado de falsidade deliberada e intencional" citando o próprio Owen e (com justificativa menos clara) os anatomistas cujas ilustrações Owen havia usado no artigo de 1857. Embora concordasse prontamente que o cérebro humano diferia do dos símios em tamanho, proporções e complexidade das circunvoluções, Huxley minimizou a importância dessas características e argumentou que, em menor grau, elas também diferiam entre as raças humanas "mais altas" e "mais baixas". Darwin parabenizou Huxley por este "esmagador" contra o "hipocrisia bajuladora" Owen. De fevereiro a maio, Huxley ministrou uma série muito popular de palestras de seis centavos para trabalhadores na Escola de Minas, onde lecionava, sobre "A Relação do Homem com o Resto do Reino Animal". Ele disse à sua esposa que "Meus trabalhadores ficam comigo maravilhosamente, a casa mais cheia do que nunca ontem à noite. Na próxima sexta-feira, todos estarão convencidos de que são macacos".

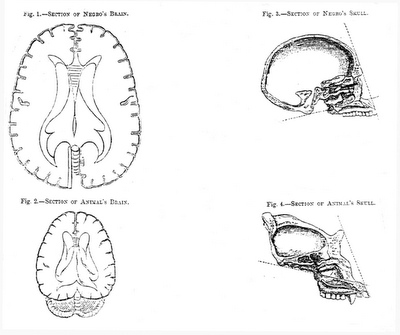
Ilustração de Owen dos cérebros de O Gorila e o Negro.

Os gorilas tornaram-se o tópico do dia com o retorno do explorador Paul Du Chaillu. Owen providenciou para que ele falasse e exibisse suas coleções no palco em uma espetacular reunião da Sociedade Geográfica Real em 25 de fevereiro, e seguiu isso dando uma palestra na Instituição Real em 19 de março sobre os cérebros de O Gorila e o Negro, afirmando que a disputa era uma questão de interpretação e não de fato, e amenizando sua reivindicação anterior ao afirmar que os humanos sozinhos tinham um hipocampo menor "conforme definido na anatomia humana". Esta palestra foi publicada no Athenæum em 23 de março com ilustrações imprecisas e sem legendas, e a resposta de Huxley na próxima edição, uma semana depois, O Homem e os Símios, ridicularizou o uso de Owen dessas ilustrações e sua falha em mencionar as descobertas dos anatomistas de que as três estruturas estavam presentes em animais. Na edição da semana seguinte, a carta de Owen culpou "o Artista" pelas ilustrações, mas afirmou que o argumento estava correto e referiu o leitor ao seu artigo de 1858. No Athenæum de 13 de abril, Huxley respondeu a essa repetição da afirmação escrevendo que "A vida é muito curta para ocupar-se com o abate do já abatido mais de uma vez".
Todo sábado, Darwin lia as últimas réplicas no Athenæum. Owen tentou difamar Huxley retratando-o como um "defensor das origens do homem a partir de um símio transmutado", e uma de suas contribuições foi intitulada "Origem Símia do Homem Testada pelo Cérebro". Isso saiu pela culatra, pois Huxley já havia deleitado Darwin especulando sobre o "homem pitecóide" (semelhante a símio), e ficou feliz com o convite para transformar publicamente a anatomia da estrutura cerebral em uma questão de ancestralidade humana. Darwin o incentivou de Down, escrevendo "Oh Senhor, que espinho você deve ser no lado do pobre homem". Huxley disse ao amigo de Darwin, Joseph Dalton Hooker, "Owen ocupou uma posição totalmente insustentável... O fato é que ele cometeu um erro prodigioso ao começar o ataque, e agora sua única chance é ficar em silêncio e deixar as pessoas esquecerem a exposição. Não acredito que em toda a história da ciência haja um caso de qualquer homem de reputação se colocando em uma posição tão desprezível. Ele será o motivo de riso de todos os anatomistas continentais".

### Interesse público e sátira
Essa briga pública muito pública atraiu ampla atenção, e os humoristas não perderam tempo em aproveitar a oportunidade para sátiras. Punch apresentou o tema várias vezes naquele ano, notavelmente em 18 de maio de 1861, quando um desenho animado sob o título Monkeyana mostrava um gorila em pé com um cartaz parodiando o slogan antiescravista de Josiah Wedgwood "Não Sou Eu Um Homem E Um Irmão?". Isso foi acompanhado por um poema satírico do "Gorila" no zoológico perguntando se deveria ser dito se ele era "Um homem em forma de símio, Um antropoide, Ou macaco privado de seu rabo?", e observando:

Owen, você pode ver
 cérebro do Chimpanzé
É sempre extremamente pequeno,
o "corno" mais posterior
 extremidade aparada,
 nenhum "Hipocampo" de todo.

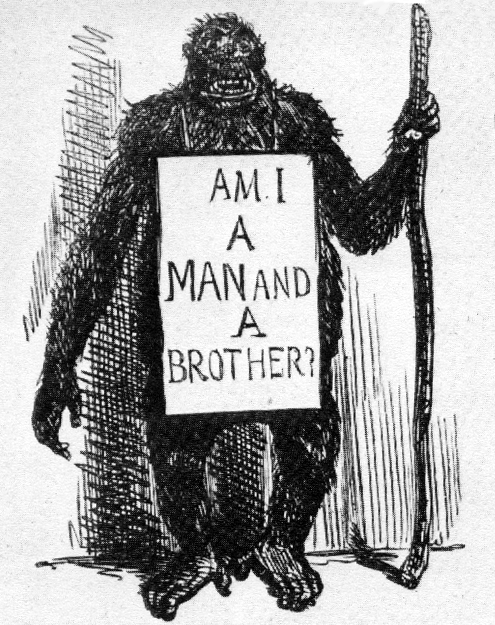
Não Sou Eu Um Homem E Um Irmão?

Então reconta as réplicas de Huxley, e:

seguida, Huxley responde,
 Owen ele mente,
 adultera sua citação latina;
 seus fatos não são novos,
 erros não são poucos.
 à sua reputação.
"Abater duas vezes o abatido,"
força do Cérebro,
(Assim Huxley conclui sua resenha)
É apenas trabalho em vão,
de ganho.
 assim direi "Adeus!"— Gorila (Sir Philip Egerton), Monkeyana.
O poema foi na verdade do eminente paleontólogo Sir Philip Egerton que, como curador do Colégio Real de Cirurgiões e do Museu Britânico, atuou como patrono de Owen. Quando um encantado Huxley descobriu quem era o autor da peça, ele pensou que "fala volumes sobre o perfeito sucesso de Owen em se condenar".
Na segunda edição da Natural History Review de Huxley, um artigo de George Rolleston sobre o cérebro do orangotango mostrou as características que Owen alegava que os símios não possuíam, e quando Owen respondeu em uma carta aos Anais e Revista de História Natural que a questão era uma questão de definição e não de fato, Huxley fez uma dissecação pública de um macaco-aranha que havia morrido no zoológico, para apoiar seu caso. Na edição seguinte, John Marshall forneceu medições detalhadas fazendo o mesmo ponto sobre o chimpanzé, além de explicar como o cérebro de um chimpanzé poderia ser distorcido por não ser adequadamente preservado e removido do crânio, de modo que pareceria com o da ilustração de Owen.

## A Grande Questão do Hipocampo
O debate continuou em 1862. Um artigo detalhado de William Henry Flower na prestigiosa revista Philosophical Transactions of the Royal Society, revisou a literatura anterior e apresentou seus próprios estudos baseados na dissecação de dezesseis espécies de primatas, incluindo prossímios, macacos e um orangotango. Tendo declarado desde o início que não tinha opinião sobre transmutação ou a origem dos humanos, ele refutou as três afirmações de Owen e foi além, afirmando que em relação à massa do cérebro, o hipocampo menor era proporcionalmente maior no sagui e proporcionalmente menor na humanidade. O artigo usou termos recentemente cunhados por Huxley, e Flower era um de seus colegas próximos. Huxley apresentou mais evidências contra Owen em sua Natural History Review. Os anatomistas holandeses Jacobus Schroeder van der Kolk e Willem Vrolik descobriram que Owen havia repetidamente usado sua ilustração de 1849 de um cérebro de chimpanzé para apoiar seus argumentos, e para evitar que o público fosse enganado, eles dissecaram o cérebro de um orangotango que havia morrido no zoológico de Amsterdã, relatando em uma reunião da Academia Real de Artes e Ciências dos Países Baixos que as três características que Owen alegava serem exclusivas dos humanos estavam presentes neste primata. Eles admitiram que sua ilustração anterior estava incorreta devido à maneira como haviam removido o cérebro para inspeção, e sugeriram que Owen havia se "perdido" e "caído em uma armadilha" ao debater contra Darwin. Huxley reimprimiu o relatório, em francês, em sua Revisão. Seus confrontos com Owen continuaram.

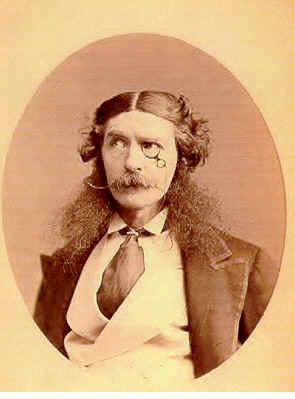
Lord Dundreary, como apresentado na peça Our American Cousin, conhecida por sua associação com o assassinato de Abraham Lincoln em 1865.

Na reunião da Associação Britânica de 1862 em Cambridge naquele ano, Owen apresentou dois artigos opondo-se a Darwin: um alegava que as adaptações do Aie-aie refutavam a evolução, e o segundo artigo reiterava as alegações de Owen sobre os cérebros humanos serem únicos, além de discutir a questão se os macacos têm dedos dos pés ou polegares. Huxley disse que Owen parecia estar "mentindo e enrolando", e os aliados de Huxley apresentaram ataques sucessivos a Owen. Esta foi a primeira reunião anual da Associação Britânica atendida por Charles Kingsley, e durante a reunião ele produziu uma sátira impressa privadamente sobre o argumento, "um pequeno panfleto para circulação entre seus amigos" escrito no estilo do então popular personagem de palco Lord Dundreary, um aristocrata de boa índole mas sem cérebro, conhecido por suas enormes costeletas e por distorcer provérbios ou ditados em "Dundrearyismos". A sátira foi intitulada "Discurso de Lord Dundreary na Seção D, na Sexta-feira Passada, Sobre a Grande Questão do Hipocampo".
ficamos muito satisfeitos, e posso dizer, bastante interessados, ao descobrir que todos tínhamos hipopótamos em nossos cérebros. É claro que eles estão certos, sabem, porque ver é acreditar.
Certamente, nunca senti um no meu; mas talvez esteja morto, e por isso não se mexeu, e então é claro, isso não conta, sabem. .... todo mundo tem cérebro na cabeça, a menos que seja um esqueleto; e enrolou sua cauda em torno das coisas como um macaco, isso eu sei, pois vi com meus próprios olhos. Essa foi a teoria do Professor Rolleston, sabem. Foi o Professor Huxley quem disse que estava em sua cauda–não do Sr. Huxley, é claro, mas do macaco: só que macacos não têm caudas, então não entendo bem isso. E então o outro cavalheiro que se levantou por último, Sr. Flower, sabem, disse que estava em todo o macaco, em todo lugar. Todo coberto de hipocampos, da cabeça aos pés, pobre besta, como um cachorro todo coberto de carrapatos! Pergunto-me por que não esfregam pedra azul na parte de trás do pescoço, como se faz com um pointer. Bem, então. Onde eu estava? Ah! e o Professor Owen disse que não estava em macacos: mas apenas na ordem bimana, isso é você e eu. Bem, ele sabe melhor. E todos eles sabem melhor também, pois são sujeitos monstruosamente inteligentes. Então um deve estar certo, e todos os outros errados, ou então um deles errado, e todos os outros certos–vocês entendem? Pergunto-me por que não jogam cara ou coroa para decidir.

O Professor Huxley diz que há um abismo entre um homem e um macaco. Estou certo de que estou feliz com isso, especialmente se o macaco morder; e o Professor Owen diz que não há. O quê? estou errado, eh? Claro. Sim–peço mil desculpas, realmente. Claro–o Professor Owen diz que há, e o Professor Huxley diz que não há. Bem, uma pessoa não pode se lembrar de tudo. Mas eu digo, se há um abismo, o macaco pode atravessá-lo e morder alguém depois de tudo.— Charles Kingsley, "Discurso de Lord Dundreary na Seção D, na Sexta-feira Passada, Sobre a Grande Questão do Hipocampo".
O British Medical Journal perguntou: "Não está na hora de cessarem as trocas anuais de palavras afiadas entre o Professor Owen e o Professor Huxley, sobre a distinção cerebral entre homens e macacos? ... Continuado em sua base atual, torna-se um obstáculo e um dano à ciência, uma piada para a população e um escândalo para o mundo científico." A Quarterly Review de Londres aproveitou a piada, descrevendo o confronto de Owen com Huxley e seus apoiadores Rolleston e Flower dramaticamente: "A animação aumentou, a 'reticência decorosa' acabou, e todas as partes desfrutaram da cena, exceto os disputantes. Certamente os macacos nunca foram tão honrados antes, a ponto de serem o tema da discussão mais acalorada em uma das duas principais cidades universitárias da Inglaterra. Estranho espetáculo foi este, que três ou quatro anatomistas mais realizados estavam lutando entre si como tantos gorilas, e ou reduzindo o homem a um macaco, ou elevando o macaco ao homem!" Em outubro, a Medical Times and Gazette relatou a apresentação de Owen com detalhes completos das respostas de Huxley, Rolleston e Flower, bem como a refutação de Owen. A disputa continuou nas duas edições seguintes da revista.

### O grande teste do hipopótamo

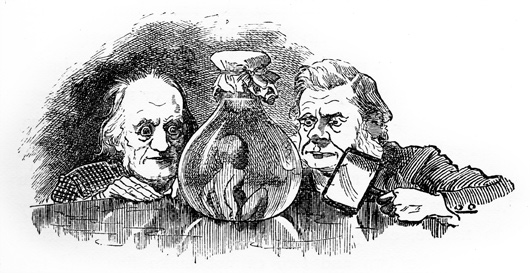
Richard Owen e Thomas Henry Huxley inspecionam um bebê aquático em um grande garrafão, na ilustração de Linley Sambourne de 1885

Aproximadamente ao mesmo tempo em que ele estava participando da reunião da Associação Britânica em Cambridge em 1862, partes da história de Charles Kingsley para crianças The Water-Babies, A Fairy Tale for a Land Baby estavam sendo publicadas na Macmillan's Magazine como uma série. Kingsley incorporou material modificado de sua sátira sobre o discurso de Dundreary "Sobre a Grande Questão do Hipocampo", bem como outras referências aos protagonistas, à Associação Britânica e a notáveis cientistas da época. Quando o protagonista Tom é transformado em um bebê aquático pelas fadas, surge a questão de que se existissem bebês aquáticos, certamente alguém já teria capturado um e "colocado em conserva, ou no Illustrated News, ou talvez cortado em duas metades, pobre coisinha querida, e enviado uma para o Professor Owen, e uma para o Professor Huxley, para ver o que cada um diria sobre isso." Quanto à sugestão de que um bebê aquático é contrário à natureza;
Não se deve dizer que isso não pode ser, ou que aquilo é contrário à natureza. Você não sabe o que é a Natureza, ou o que ela pode fazer; e ninguém sabe; nem mesmo Sir Roderick Murchison, ou o Professor Owen, ou Professor Sedgwick, ou Professor Huxley, ou Sr. Darwin, ou Professor Faraday, ou Sr. Grove, ou qualquer outro dos grandes homens que os bons meninos são ensinados a respeitar. Eles são homens muito sábios; e você deve ouvir respeitosamente tudo o que dizem: mas mesmo que eles digam, o que tenho certeza que nunca diriam, "Isso não pode existir. Isso é contrário à natureza", você deve esperar um pouco e ver; pois talvez até eles possam estar errados.— Charles Kingsley, "The Water Babies".
Mantendo um tratamento imparcial, Kingsley introduziu como personagem na história o Professor Ptthmllnsprts (Put-them-all-in-spirits) como uma amálgama de Owen e Huxley, satirizando cada um por sua vez. Como o muito possessivo Owen, o Professor era "muito bom para todo o mundo, desde que este fosse bom para ele. Apenas um defeito ele tinha, que os pintarroxos também têm, como você pode ver se olhar pela janela do berçário—que, quando qualquer outra pessoa encontrava uma minhoca curiosa, ele dava voltas ao redor deles, e os bicava, e erguia sua cauda, e eriçava suas penas, exatamente como um pintarroxo faria; e declarava que ele encontrou a minhoca primeiro; e que era a sua minhoca; e, se não, que então não era uma minhoca." Como Huxley, "o professor não tinha a menor noção de permitir que as coisas fossem verdadeiras, meramente porque as pessoas as achavam bonitas. ... O professor, de fato, foi além, e sustentou que nenhum homem era forçado a acreditar que algo era verdadeiro, mas o que ele podia ver, ouvir, provar ou tocar." Um parágrafo sobre "o grande teste do hipopótamo" começa com o Professor, como Huxley, declarando "que os macacos tinham hipopótamos maiores em seus cérebros assim como os homens têm", mas então como Owen apresentando o argumento de que "Se você tem um hipopótamo maior em seu cérebro, você não é um macaco".
Ele tinha teorias muito estranhas sobre muitas coisas. Ele até se levantou uma vez na Associação Britânica e declarou que os macacos tinham hipopótamos maiores em seus cérebros assim como os homens têm. O que foi uma coisa chocante de se dizer; pois, se fosse assim, o que seria da fé, esperança e caridade de milhões imortais? Você pode pensar que existem outras diferenças mais importantes entre você e um macaco, como ser capaz de falar, e fazer máquinas, e saber a diferença entre o certo e o errado, e fazer suas orações, e outras pequenas questões desse tipo; mas isso é uma fantasia infantil, meu querido. Nada é confiável exceto o grande teste do hipopótamo. Se você tem um hipopótamo maior em seu cérebro, você não é um macaco, mesmo que tivesse quatro mãos, nenhum pé, e fosse mais parecido com macacos do que os macacos de todas as macaquices. Mas se um hipopótamo maior for descoberto em um único cérebro de macaco, nada salvará sua tatatatatatatatatatatataravó de ter sido um macaco também. Não, meu querido homenzinho; lembre-se sempre que a única diferença verdadeira, certa, final e toda importante entre você e um macaco é que você tem um hipopótamo maior em seu cérebro, e ele não tem nenhum; e que, portanto, descobrir um em seu cérebro será uma coisa muito errada e perigosa, com a qual todos ficarão muito chocados, como podemos supor que ficaram com o professor.—Embora realmente, afinal, não importa muito; porque—como Lord Dundreary e outros diriam—ninguém além dos homens tem hipopótamos em seus cérebros; então, se um hipopótamo fosse descoberto no cérebro de um macaco, ora, não seria um, vocês sabem, mas outra coisa.— Charles Kingsley, "The Water Babies".
Então, apresentado com a pergunta inconveniente, "Mas por que não existem bebês aquáticos?", o Professor, na voz característica de Huxley, respondeu bastante bruscamente: "Porque não existem."
"The Water-Babies" foi publicado em forma de livro em 1863, e no mesmo ano uma peça curta ainda mais satírica foi publicada anonimamente por George Pycroft. Em "A Report of a Sad Case Recently Tried before the Lord Mayor, Owen versus Huxley... the Great Bone Case", a vulgaridade do comportamento de Owen e Huxley é parodiada como se eles fossem levados ao tribunal por brigar nas ruas e perturbar a paz. No tribunal, eles gritam termos como "corno posterior" e "hipocampo menor". Ao prestar depoimento, Huxley afirma: "Bem, como eu estava dizendo, Owen e eu estamos no mesmo ramo; e nós dois cortamos macacos, e eu encontro algo nos cérebros deles. Olá! digo eu, aqui está um hipocampo. Não, não há, diz Owen. Olhe aqui, digo eu. Não posso ver, diz ele, e ele começa a escrever e regatejar sobre isso, e vai e diz a todo mundo que o que eu encontro não está lá, e o que ele encontra está".

## O Lugar do Homem na Natureza

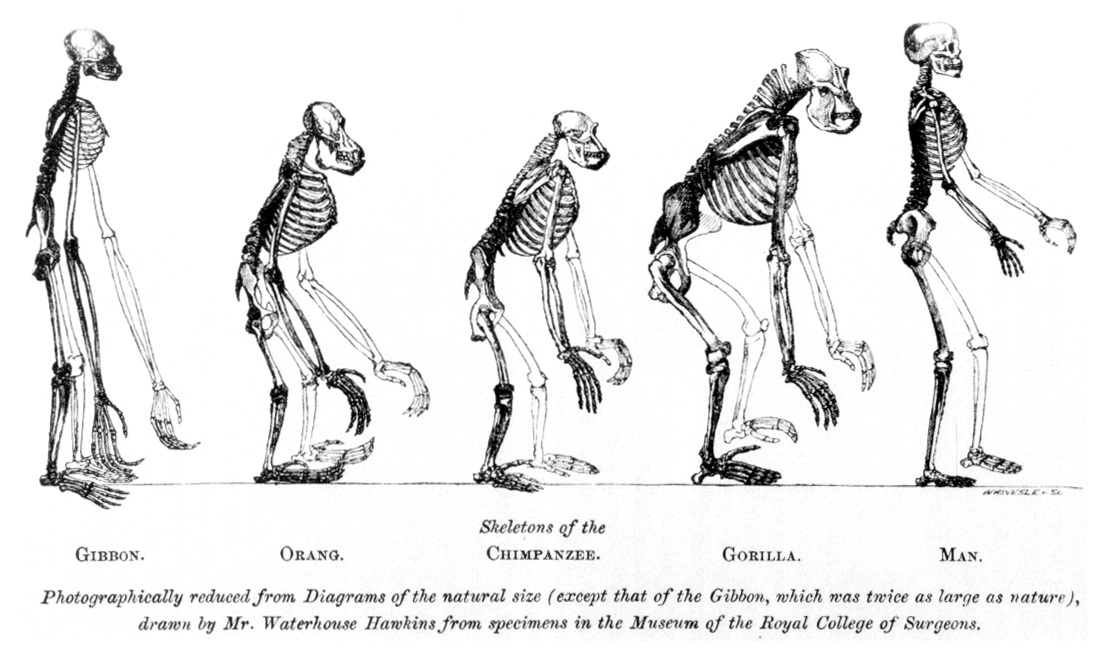
O livro de Huxley sobre Man's Place in Nature usou ilustrações para mostrar que humanos e macacos tinham a mesma anatomia básica.

Huxley expandiu suas palestras para trabalhadores em um livro intitulado Evidence as to Man's Place in Nature, publicado em 1863. Sua intenção foi expressa em uma carta para Charles Lyell que se referia ao poema "Monkeyana" de 1861: "Não acho que você encontrará espaço para reclamar de qualquer falta de clareza em minha definição da posição de Owen tocando a questão do Hipocampo. Pretendo dar toda a história do assunto em uma nota, para que a paráfrase da linha de Sir Ph. Egerton 'To which Huxley replies that Owen he lies' [À qual Huxley responde que Owen mente], seja inequívoca." Darwin exclamou: "Viva, o livro do macaco chegou". Uma parte central do livro fornece uma explicação passo a passo adequada para iniciantes em anatomia de como os cérebros de macacos e humanos são fundamentalmente semelhantes, com referência particular a ambos terem um lobo posterior, um corno posterior e um hipocampo menor. O capítulo conclui que essa grande semelhança entre macacos e humanidade prova que a definição original de Linnaeus da Ordem biológica dos Primatas estava correta ao incluir ambos, e menciona que uma explicação da origem dos humanos a partir dos macacos é fornecida pela teoria de Darwin. O livro também inclui seis páginas de letra pequena dando "uma história sucinta da controvérsia a respeito da estrutura cerebral do homem e dos macacos", descrevendo como Owen havia "suprimido" e negado o que Huxley agora mostrava ser a verdade sobre o hipocampo menor, o corno posterior e o lobo posterior, descrevendo isso como um reflexo sobre a "veracidade pessoal" de Owen. Os revisores consideraram o livro uma polêmica contra Owen, e a maioria deles ficou do lado de Huxley.

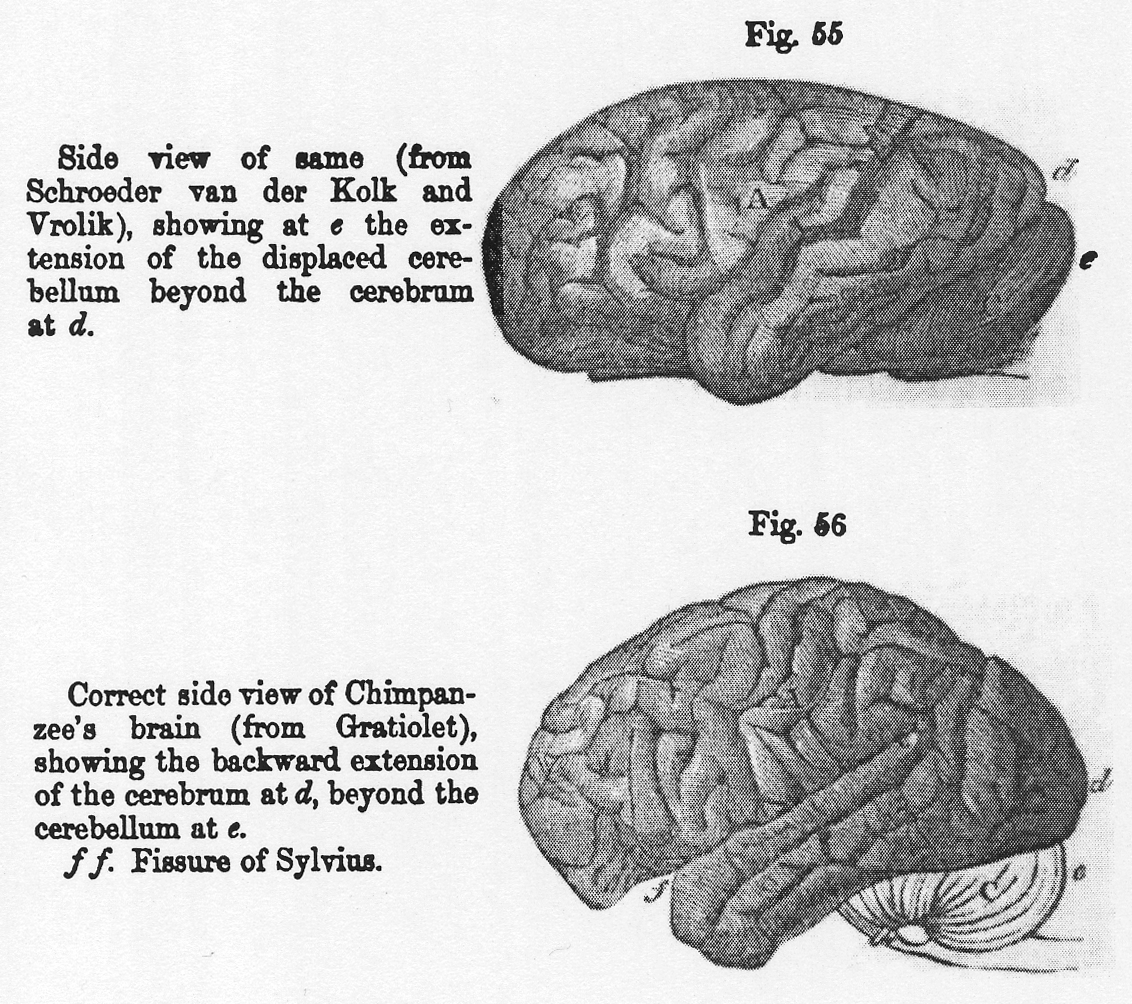
O livro de Lyell incluía uma ilustração mostrando a imagem distorcida de um cérebro de chimpanzé usada por Owen, e uma visão correta de outro anatomista mostrando a projeção do lobo occipital na parte traseira que Owen disse não estar presente em macacos.

O autorizado "Geological Evidences of the Antiquity of Man" de Sir Charles Lyell também foi publicado em 1863 e incluía uma revisão detalhada da questão do hipocampo que dava apoio sólido e inequívoco aos argumentos de Huxley. Em uma tentativa de refutar o julgamento de Lyell, Owen novamente defendeu seu esquema de classificação, introduzindo uma nova alegação de que o hipocampo menor estava virtualmente ausente em um "idiota". Então, em 1866, o livro de Owen "On the Anatomy of Vertebrates" apresentou ilustrações cerebrais precisas. Em uma longa nota de rodapé, Owen citou a si mesmo e a literatura anterior para admitir finalmente que nos macacos "todas as partes homólogas do órgão cerebral humano existem". No entanto, ele ainda acreditava que isso não invalidava sua classificação do homem em uma subclasse separada. Ele agora alegava que as estruturas em questão – o lobo posterior, o corno posterior e o hipocampo menor – estavam em macacos apenas "sob forma modificada e baixos graus de desenvolvimento". Ele acusou Huxley e seus aliados de fazerem ataques "pueris", "ridículos" e "vergonhosos" ao seu esquema de classificação.
A publicidade em torno do caso manchou a reputação de Owen. Enquanto Owen tinha um objetivo louvável de encontrar uma maneira objetiva de definir a singularidade da humanidade e distinguir sua anatomia cerebral de maneira qualitativa, não apenas quantitativa, sua obstinação em recusar-se a admitir seus erros ao tentar encontrar essa diferença levou à sua queda do pináculo da ciência britânica. Huxley ganhou influência, e seu X Club de cientistas com ideias semelhantes usou a revista Nature para promover a evolução e o naturalismo, moldando grande parte da ciência vitoriana tardia. Mesmo muitos de seus apoiadores, incluindo Charles Lyell e Alfred Russel Wallace, pensavam que, embora os humanos compartilhassem um ancestral comum com os macacos, as faculdades mentais superiores não poderiam ter evoluído através de um processo puramente material. Darwin publicou sua própria explicação em 1871 em "Descent of Man".

## Relevância moderna
Em uma palestra sobre sistemática biológica (classificação) e cladística dada no American Museum of Natural History em 1981, o paleontólogo Colin Patterson discutiu um argumento apresentado em um artigo de Ernst Mayr de que os humanos poderiam ser distinguidos dos macacos pela presença da área de Broca no cérebro. Patterson comentou que isso o lembrava de "A Grande Questão do Hipocampo" como registrado na ficção por Kingsley, e como sendo de fato uma controvérsia entre Huxley e Owen na qual "eventualmente, como de costume, Huxley venceu."